# Maraton (album)
Maraton je četverni album v živo slovenske alternativne rock skupine Siddharta, izdan leta 2007. Posnet je bil v roku približno petih ur na maratonskem koncertu v Hali Tivoli v Ljubljani. Velja za najdaljši slovenski album v živo ter za enega najdaljših albumov v živo sploh, saj traja več kot 4 ure. Poleg CD-jev vsebuje izdaja tudi DVD posnetek celotnega koncerta.

## Seznam pesmi
Vse pesmi je napisala Siddharta, razen kjer je to navedeno.
| Prvi CD | Prvi CD                                    | Prvi CD |
| Št.     | Naslov                                     | Dolžina |
| ------- | ------------------------------------------ | ------- |
| 1.      | „Peter in volk (intro)‟ (Sergej Prokofjev) | 2:29    |
| 2.      | „Ohm‟                                      | 4:59    |
| 3.      | „Indija‟                                   | 4:17    |
| 4.      | „Plastika‟                                 | 4:05    |
| 5.      | „Črnobelo‟                                 | 3:55    |
| 6.      | „Keltvek‟                                  | 4:01    |
| 7.      | „01‟                                       | 4:03    |
| 8.      | „Le mavrica‟                               | 5:27    |
| 9.      | „Gnan‟                                     | 3:46    |
| 10.     | „Rave‟                                     | 4:59    |
| 11.     | „Apokalipsa‟                               | 7:10    |
| 12.     | „Nord (intro)‟                             | 3:12    |
| 13.     | „Male roke/Voda‟ (Siddharta in Dan D)      | 5:22    |
| 14.     | „...‟                                      | 5:41    |

| Drugi CD | Drugi CD                    | Drugi CD |
| Št.      | Naslov                      | Dolžina  |
| -------- | --------------------------- | -------- |
| 15.      | „Sim Hae‟                   | 5:08     |
| 16.      | „Homo Carnula‟              | 4:54     |
| 17.      | „L.E.‟                      | 5:20     |
| 18.      | „B mashina‟ (Laibach remix) | 3:54     |
| 19.      | „B mashina‟                 | 5:16     |
| 20.      | „Rooskie‟                   | 3:46     |
| 21.      | „Brezokoff‟                 | 5:13     |
| 22.      | „Il a modras‟               | 4:37     |
| 23.      | „Opice‟                     | 3:37     |
| 24.      | „Na soncu‟                  | 5:03     |
| 25.      | „Farmer‟                    | 3:36     |
| 26.      | „Kloner‟                    | 5:31     |
| 27.      | „Venom E‟                   | 5:09     |

| Tretji CD | Tretji CD                           | Tretji CD |
| Št.       | Naslov                              | Dolžina   |
| --------- | ----------------------------------- | --------- |
| 28.       | „Eboran (intro)‟                    | 2:28      |
| 29.       | „Eboran‟                            | 8:02      |
| 30.       | „Marslander‟                        | 3:42      |
| 31.       | „Autumn Sun‟                        | 4:24      |
| 32.       | „Naiven ples‟                       | 4:04      |
| 33.       | „Siddharta‟                         | 6:38      |
| 34.       | „Napoj‟                             | 4:08      |
| 35.       | „Klinik‟                            | 4:04      |
| 36.       | „Mr. Q‟                             | 3:55      |
| 37.       | „Nespodobno opravilo/Zoo 69/Y More‟ | 4:17      |
| 38.       | „Pot v X‟                           | 4:46      |
| 39.       | „Disco Deluxe‟                      | 3:59      |
| 40.       | „Et tu‟                             | 4:49      |
| 41.       | „Rh-‟                               | 2:49      |
| 42.       | „Japan‟                             | 4:36      |

| Četrti CD       | Četrti CD                                         | Četrti CD |
| Št.             | Naslov                                            | Dolžina   |
| --------------- | ------------------------------------------------- | --------- |
| 43.             | „T.H.O.R.‟                                        | 4:03      |
| 44.             | „Ciklon Orka‟                                     | 4:49      |
| 45.             | „Stipe‟                                           | 3:20      |
| 46.             | „Tria‟                                            | 5:59      |
| 47.             | „Etna‟                                            | 5:25      |
| 48.             | „Samo edini‟                                      | 5:20      |
| 49.             | „Neznano‟                                         | 5:18      |
| 50.             | „Neon (Shusuglao)‟                                | 4:27      |
| 51.             | „Ring‟                                            | 3:43      |
| 52.             | „Domine‟                                          | 4:21      |
| 53.             | „Lunanai‟                                         | 4:11      |
| 54.             | „Od višine se zvrti‟ (Aleš Klinar, Vlado Kreslin) | 6:40      |
| 55.             | „Platina‟                                         | 5:26      |
| 56.             | „Orion Lady‟                                      | 4:27      |
| Skupna dolžina: | Skupna dolžina:                                   | 4:18:40   |

## Zasedba

### Siddharta
- Tomi Meglič - vokal, kitara
- Primož Benko - kitara
- Boštjan Meglič - bobni, tolkala
- Cene Resnik - saksofon
- Jani Hace - bas kitara, tolkala
- Tomaž Okroglič Rous - klaviature, programiranje

### Dodatni glasbeniki
- Martin Janežič - Buco - tolkala
- Dan D - izvedba pesmi Male roke/Voda
- Peter Penko - kitara na pesmi B mashina
- Grega Skočir - vokal na pesmi Na soncu
- Nikolovski  - vokal na Venom E
- Godalika - godala na pesmih Naiven ples, Siddharta, Napoj, Klinik, Etna in Samo edini
- Neža Trobec Teropšič - vokal na pesmi Etna
- Primož Majerič - bas kitara na pesmi Pot v X
- Vlado Kreslin - vokal na pesmih Lunanai in Od višine se zvrti[2]

### Dodatna pomoč
- Samo Jurca in Marko Jurca - snemanje zvoka
- Dafne Jemeršič in Miha Knific - snemanje koncerta